# 孫達爾

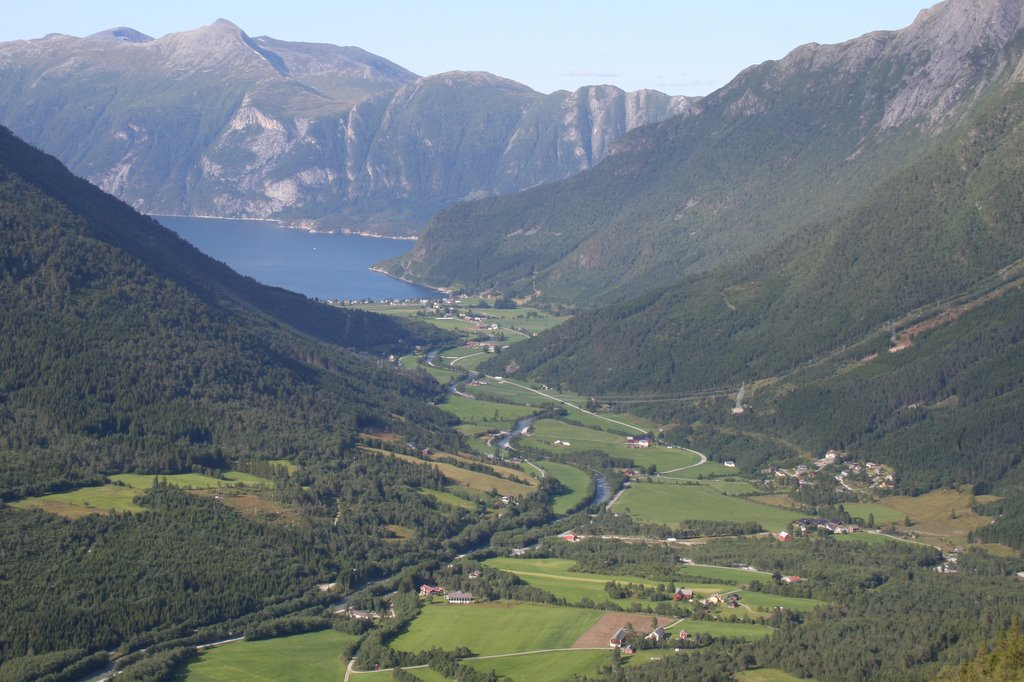

孫達爾（发音ⓘ）是挪威默勒-魯姆斯達爾郡的市鎮，位於該國西南部，面積1,713平方公里，主要經濟活動有旅遊業和鋁業，2010年人口7,289，人口密度為每平方公里4.4人。

## 外部連結
- Municipal fact sheet from Statistics Norway
- Sunndalsnett（页面存档备份，存于） （挪威文）
- Culture in Sunndal on the map from Kulturnett.no （挪威文）
- Sunndal kommune (Municipality of Sunndal)（页面存档备份，存于） （挪威文）